# Antony Costa
Pour les articles homonymes, voir Costa.
Antony Daniel Costa, né le 23 juin 1981 à Edgware, Grand Londres, est un auteur-compositeur-chanteur et acteur anglais, membre du groupe Blue.

## Discographie

### Albums
- 2006: Heart Full of Soul

### Singles
| Année | Single                    | Classement  | Album              |
| Année | Single                    | Royaume-Uni | Album              |
| ----- | ------------------------- | ----------- | ------------------ |
| 2006  | "Do You Ever Think of Me" | 19          | Heart Full of Soul |